# Renault Type AK
Der Renault Type AK war ein frühes Rennwagenmodell von Renault aus dem Jahre 1906. Er führte 1907 zum Renault Type AK-1. Beide waren nur mit einem leichten, zweisitzigen Aufbau erhältlich.

## Beschreibung
Renault stellte dieses Modell als Nachfolger der Renault Type AE und Type AF her. Die nationale Zulassungsbehörde erteilte am 16. Juni 1906 seine Zulassung. Es entstanden mindestens drei Exemplare. Nachfolger wurde 1908 der Renault Type AQ.
Ein wassergekühlter Vierzylindermotor mit 166 mm Bohrung und 150 mm Hub leistete aus 12.985 cm³ Hubraum 80 bis 90 PS. Die Motorleistung wurde über eine Kardanwelle an die Hinterachse geleitet. Die Höchstgeschwindigkeit war je nach Übersetzung mit 154 bis 168 km/h angegeben.
Der Radstand betrug 285 cm und die Spurweite 125 cm. Das Fahrzeug wog 1000 bis 1070 kg. Eine Besonderheit war das fehlende Differential.

## Autorennen
Ferenc Szisz gewann den Grand Prix von Frankreich, der vom 26. bis zum 27. Juni 1906 in Le Mans stattfand.